# 메가시티
메가시티(Megacity)는 인구가 1000만 명이 넘는 도시를 가리킨다.
일반적으로 각 도시의 생활권의 인구까지 포함한다.

## 최대 도시
2016년 기준 세계 최대 도시 목록은 아래와 같다.
| 순위 | 메가시티                      | 그림 | 국가             | 대륙          | 인구       |
| ---- | ----------------------------- | ---- | ---------------- | ------------- | ---------- |
| 1    | 도쿄도                        |      | 일본             | 아시아        | 38,140,000 |
| 2    | 상하이시                      |      | 중화인민공화국   | 아시아        | 34,000,000 |
| 3    | 자카르타                      |      | 인도네시아       | 아시아        | 31,500,000 |
| 4    | 델리                          |      | 인도             | 아시아        | 27,200,000 |
| 5    | 서울                          |      | 대한민국         | 아시아        | 25,600,000 |
| 6    | 광저우시                      |      | 중화인민공화국   | 아시아        | 25,000,000 |
| 7    | 베이징시                      |      | 중화인민공화국   | 아시아        | 24,900,000 |
| 8    | 마닐라                        |      | 필리핀           | 아시아        | 24,100,000 |
| 9    | 뉴욕                          |      | 미국             | 북아메리카    | 23,756,354 |
| 10   | 뭄바이                        |      | 인도             | 아시아        | 23,600,000 |
| 11   | 선전시                        |      | 중화인민공화국   | 아시아        | 23,300,000 |
| 12   | 상파울로                      |      | 브라질           | 남아메리카    | 21,242,939 |
| 13   | 멕시코 시티                   |      | 멕시코           | 북아메리카    | 21,157,000 |
| 14   | 라고스                        |      | 나이지리아       | 아프리카      | 21,000,000 |
| 15   | 교토시-오사카-고베 (게이한신) |      | 일본             | 아시아        | 20,337,000 |
| 16   | 카이로                        |      | 이집트           | 아프리카      | 19,128,000 |
| 17   | 우한시                        |      | 중화인민공화국   | 아시아        | 19,000,000 |
| 18   | 로스앤젤레스                  |      | 미국             | 북아메리카    | 18,550,288 |
| 19   | 다카                          |      | 방글라데시       | 아시아        | 18,237,000 |
| 20   | 청두시                        |      | 중화인민공화국   | 아시아        | 18.100,000 |
| 21   | 모스크바                      |      | 러시아           | 유럽          | 17,100,000 |
| 22   | 충칭시                        |      | 중화인민공화국   | 아시아        | 17,000,000 |
| 23   | 카라치                        |      | 파키스탄         | 아시아        | 16,900,000 |
| 24   | 방콕                          |      | 태국             | 아시아        | 15,931,300 |
| 25   | 톈진시                        |      | 중화인민공화국   | 아시아        | 15,400,000 |
| 26   | 이스탄불                      |      | 터키             | 아시아 & 유럽 | 14,600,000 |
| 27   | 콜카타                        |      | 인도             | 아시아        | 14,766,000 |
| 28   | 런던                          |      | 영국             | 유럽          | 13,842,667 |
| 29   | 부에노스아이레스              |      | 아르헨티나       | 남아메리카    | 13,834,000 |
| 30   | 테헤란                        |      | 이란             | 아시아        | 14,000,000 |
| 31   | 항저우시                      |      | 중화인민공화국   | 아시아        | 13,400,000 |
| 32   | 리우데자네이루                |      | 브라질           | 남아메리카    | 12,981,000 |
| 33   | 하이데라바드                  |      | 인도             | 아시아        | 12,977,784 |
| 34   | 시안시                        |      | 중화인민공화국   | 아시아        | 12,900,000 |
| 35   | 파리                          |      | 프랑스           | 유럽          | 12,405,426 |
| 36   | 창저우 시                     |      | 중화인민공화국   | 아시아        | 12,400,000 |
| 37   | 벵갈루루                      |      | 인도             | 아시아        | 12,339,447 |
| 38   | 라호르                        |      | 파키스탄         | 아시아        | 12,200,000 |
| 39   | 산터우 시                     |      | 중화인민공화국   | 아시아        | 12,000,000 |
| 40   | 킨샤사                        |      | 콩고 민주 공화국 | 아프리카      | 11,855,000 |
| 41   | 난징시                        |      | 중화인민공화국   | 아시아        | 11,700,000 |
| 42   | 지난시                        |      | 중화인민공화국   | 아시아        | 11,000,000 |
| 43   | 하얼빈시                      |      | 중화인민공화국   | 아시아        | 10,500,000 |
| 44   | 첸나이                        |      | 인도             | 아시아        | 10,300,000 |
| 45   | 보고타                        |      | 콜롬비아         | 남아메리카    | 10,350,000 |
| 46   | 리마                          |      | 페루             | 남아메리카    | 10,072,000 |
| 47   | 나고야시                      |      | 일본             | 아시아        | 10,070,000 |

## 같이 보기
- 생태건축학
- 금융 센터
- 세계도시
- 인구순 대도시권 목록
- 메갈로폴리스
- 스프롤 현상